# Moralina
Moralina è un comune spagnolo di 358 abitanti situato nella comunità autonoma di Castiglia e León.